# Addison (Texas)
Addison es un pueblo ubicado en el condado de Dallas en el estado estadounidense de Texas. En el Censo de 2010 tenía una población de 13.056 habitantes y una densidad poblacional de 1.150,38 personas por km².

## Geografía
Addison se encuentra ubicado en las coordenadas 32°57′31″N 96°50′13″O / 32.95861, -96.83694. Según la Oficina del Censo de los Estados Unidos, Addison tiene una superficie total de 11.35 km², de la cual 11.34 km² corresponden a tierra firme y (0.07%) 0.01 km² es agua.

## Demografía
Según el censo de 2010, había 13.056 personas residiendo en Addison. La densidad de población era de 1.150,38 hab./km². De los 13.056 habitantes, Addison estaba compuesto por el 67.71% blancos, el 11.85% eran afroamericanos, el 0.39% eran amerindios, el 7.42% eran asiáticos, el 0.04% eran isleños del Pacífico, el 9.01% eran de otras razas y el 3.58% pertenecían a dos o más razas. Del total de la población el 25.2% eran hispanos o latinos de cualquier raza.

## Educación
Distritos escolares que sirven la Ciudad de Addison son:
- Distrito Escolar Independiente de Dallas (DISD)
- Distrito Escolar Independiente de Carrollton-Farmers Branch (CFBISD)[7]

Escuelas del DISD:
- Tres escuelas primarias:
  - Escuela Primaria George H. W. Bush - Addison (todos los residentes en la parte DISD de Addison tienen la opción de asistir a la Primaria Bush)[8]
  - Escuela Primaria Anne Frank - Dallas[9]
  - Escuela Primaria Jerry Junkins - Carrollton[10]
- Escuela Secundaria Ewell D. Walker[11]
- Escuela Secundaria Benjamin Franklin[12]
- Escuela Preparatoria W. T. White[13]
- Escuela Preparatoria Hillcrest[14]

Escuelas del CFBISD:
- Escuela Primaria Stark (K-5) - Farmers Branch[15]
- Escuela Primaria Neil Ray McLaughlin (K-2) y la Escuela Intermedia Nancy H. Strickland (3-5).[16][17]
- Escuela Secundaria Vivían Field en Farmers Branch[18]
- Escuela Preparatoria R. L. Turner en Carrollton[19]